# 1001 Dorințe
1001 Dorințe este un cântec al interpretei Anna Lesko. Single-ul a avut premiera la gala premiilor MTV Romania Music Awards. „1001 Dorințe” a atins poziția cu numărul 27 în Romanian Top 100.

## Clasamente
| Clasamentul      | Poziția maximă |
| ---------------- | -------------- |
| Romanian Top 100 | 27             |